# Darent
Il Darent è un fiume inglese, affluente di destra del Tamigi.

## Descrizione
Sorga dalle colline a sud di Westerham, nel Kent, e scorre per 21 miglia (34 km) verso est e poi verso nord, passando per Otford e Shoreham, per il castello e la villa romana di Lullingstone, poi per Eynsford, Farningham, Horton Kirby, South Darenth, Sutton-at-Hone, Darenth e infine per Dartford, da dove procede per le ultime due miglia come estuario tidale, ricevendo prima le acque del Cray in sinistra orografica e per gettarsi nel Tamigi presso Long Reach. Nel suo tratto finale il fiume forma il confine amministrativo tra la Grande Londra e il Kent (in particolare tra il borgo londinese di Bexley e Dartford).